# 달과 별이 춤추는 Midnight
〈달과 별이 춤추는 Midnight〉(月と星が踊るMidnight)는 일본의 여성 아이돌 그룹 히나타자카46의 노래. 2022년 10월 26일에 히나타자카46의 여덟 번째 싱글로 소니 레코드에서 발매될 예정이다. 노래의 센터 포지션은 사이토 쿄코가 맡았다.

## 발매 배경
Blu-ray가 들어있는 Type-A · B · C · D, CD뿐인 통상판의 다섯 형태로 발매.

## 선발 멤버

### 달과 별이 춤추는 Midnight
(센터: 사이토 쿄코)